# 伯勒恰納鄉
47°38′34.69″N 26°02′17.9″E / 47.6429694°N 26.038306°E
伯勒恰納鄉（羅馬尼亞語：Comuna Bălăceana, Suceava），是羅馬尼亞的鄉份，位於該國東北部，由蘇恰瓦縣負責管轄，面積36平方公里，海拔高度386米，2007年人口1,668，人口密度每平方公里46人。